# 森若香織のオールナイトニッポン
『森若香織のオールナイトニッポン』（もりわかかおりのオールナイトニッポン）は、ニッポン放送制作の深夜放送、オールナイトニッポンの火曜2部（毎週火曜日27:00～29:00）で放送されていたラジオ番組。

## 概要
放送期間は1988年10月4日から1990年3月27日まで。基本的にはGO-BANG'Sのボーカル森若香織が一人で出演していた。なお、当時GO-BANG'Sと同じ事務所に所属していた筋肉少女帯の大槻ケンヂも同じ1988年10月から『大槻ケンヂのオールナイトニッポン』のパーソナリティを務めていた。
毎週番組オープニングテーマとして流れていたのはGO-BANG'Sの「ざまあカンカン娘（ガール）」（アルバム「ゴーバニックランド」収録）。
なお、本番組終了後すぐ1990年4月から、森若と谷島美砂、斉藤光子の当時のGO-BANG'Sのメンバー全員でレギュラー出演した同じニッポン放送の番組「GO-BANG'Sの今夜はOK!」が「内海ゆたおの夜はドッカーン!」の内包番組として、月曜日から木曜日深夜の24:30～24:40の枠でスタートしている。

## 主なコーナー、企画

### お魚くわえたドラ猫追っかけて　そしてこんなになりました
あのスター、アイドル、アニメのキャラクターなどは今何をしているのか、というネタを募集するコーナー。

### 悲しきこだわり君
自分はこれだけは譲れないというこだわり、またはそういうこだわりを持っている人を報告するコーナー。初期の頃は“だーめだだめだおじさん”が話題になった。第1回放送時から番組終了近くまで続いていた長寿コーナー。

### とっさの言い訳
元々は、窮地に追い詰められた人間がどう言い訳するかということを研究する「謎の言い訳」と、駅の伝言板などで書かれたものについて、どういう意味があるんだろう、奥深いものがあるのではないかというものを見たことを報告する「とっさの伝言板」との2コーナーに分かれていたが、「とっさの伝言板または謎の言い訳」といった形で一緒にやることになり、略して「とっさの言い訳」「謎の伝言板」と言うようになって、後に言い訳のパートだけが残って「とっさの言い訳」となった。

### 乙女の秘密
カップルが普段くさいセリフは言わないのに、2人きりになった時にくさいセリフを言っているに違いない、ということを探って教えるというもので、番組初期のコーナー。

### コイコイ団VSウスウス隊の乱
「コイコイ団」とはヒゲや眉毛が濃い男の集団、「ウスウス隊」とは全体的につるっとした顔の男の集団。これに化粧が濃くとにかく目立つ女の集団「ハデハデGIRLS」、地味で暗そうな「ジミジミGALS」、この4団体で何かを競わせようという企画。

### ざまあカンカン2分刈り坊主
番組ノベルティの「ざま缶」を作るため、その缶にプリントする「モリワカカオリANN（これプラスフジサンケイグループの目玉マーク）」を髪の毛を2分刈りした“頭文字”で作ろうと実施した企画。オールナイトニッポン第2部に因んで「2分刈り」という事のようである。頭文字担当者、計11名をリスナーから募集し、1988年11月29日、GO-BANG'Sメンバー全員が揃う中、銀河スタジオにて“断髪式”が行われた。なお、この時「A」「N」「N」それぞれの担当の3人は姿を見せなかったため、残る8名で行うこととなった。

### 510（ゴーイチゼロ）4次元ツアー　帰ってきたハガキたち
1989年5月10日の渋谷公会堂コンサートに諸事情により来られない人のため、自分の書いたハガキだけでも来させてやろうという企画。往復はがきの往信用の裏に来られない理由・言い訳、「もし行っていたらこういうノリ方とかパフォーマンスをするぞ」などといった事を、返信用の裏に自分の似顔絵と、自分の希望する席に座る人への質問を書くという応募方法。2000席を埋めようという企画だった。

### 香織のPOB（ポブ）!
POBとは「PUSH OF BAND」の略。一押しバンドの曲を紹介していた。コーナーテーマ曲はGO-BANG'Sの「エレキ天国」（アルバム「ハッスルはお好き？」収録）。

### OK!
リスナーの間抜けな話ネタ、自虐ネタなどをGO-BANG'Sの曲「OK!」（アルバム「SPECIAL“I LOVE YOU”」収録）に合わせて紹介。番組終盤には毎週の反省会的な「OK!」のコーナーもあった。

### 熱狂!!勝手に走れオラシラン
紙相撲ならぬ“紙競馬”。紙で作った競馬の馬を磁石で動くダービーゲームの馬のコマにかぶせて、その模様を実況中継するというコーナー。最初はちゃんとした馬の絵が送られて来ていたが、その後は竹馬に象、三角木馬（馬名：変態木馬）、おでん屋台（オデンタニシマ）、丹波哲郎（タンバデルンバデルンルンルン）、当時の竹下首相（モンキー竹下（ちくした））等などまで“出走”するようになる。本番前には送られてきた馬全部を集めて“予選”をやっていた。実況を担当していたのは松本秀夫アナ（その松本アナまで馬の絵にされたことがあった）。しかし1989年4月、松本アナがショウアップナイターの仕事に専念することになり、やむなく終了した。後に、最終回近くの1990年3月に一度だけ復活した。オラシランとは1988年の映画「優駿 ORACION」に出演した馬「オラシオン」と「おら知らん」を掛け合わせたもの。

### それ行け!街角旅芸人
「～オラシラン」に代わって登場した企画。番組スタッフの「鈴木君」と「赤太郎」の2人が「ザ･ナイトボーイズ」というコンビを結成し、毎週出張コントを披露するというもの。コーナーテーマ曲は「万国びっくりショー」のテーマ。

### リンリンミュージカル天国
略して「リンミュー天」。森若とリスナーが電話をつないで即興ミュージカルを演じるコーナー。キャッチフレーズは「ナウなヤングのハートをつかむのは、ホコ天、イカ天、リンミュー天」

### 縁側のうたた寝 ギャグ将棋
森若と番組スタッフの鈴木君とが対局で将棋を指すという形式で、交互にリスナーから送られて来た一発ギャグを繰り出すというコーナー。

### 受験合格がんばる隊
ドラマー、ジミー原田と森若がリスナーの受験生の家を訪問し、ジミーが応援のドラムソロを披露するコーナー。当時ジミーは週刊賃貸住宅のCMに出演しており、それを見たリスナーが「謎のパワーを感じ、元気が出ます」といった内容のハガキを送ったことにより派生した企画。

### 謎のパワー・ジミー
同じくジミー原田がらみのコーナー。リスナーから悩み、相談事（主に笑えそうなもの）を募集し、それに対してジミーのシャウト（録音）が飛び出す、というもの。「このバチ当たり!」「だめだだめだ!」「喝!」「青二才!」「あらららら･･･」「ノーコメント、ノーコメント」などといった様々なシャウトのパターンがあった。

### ゴージャスで行こう
スウィング・ジャズの楽曲にリスナーがオリジナルの歌詞を付け、それを森若が歌うというコーナー。使われた楽曲は『ムーンライト・セレナーデ』『イン・ザ・ムード』などで、タイトルもこれらのパロディ（『ムーンライト・セレナーデ』→『ホワイトブリーフ・セレナーデ』など）。

## エピソード
- 本番組の第1回と最終回に当時すぐ前で第1部のパーソナリティを務めていたとんねるずが“乱入”している。第1回の第一声は森若の声ではなく、石橋貴明の「こんばんは、野間脩平です」だった[4]。
- その「とんねるずのオールナイトニッポン」のエンディングで、毎週石橋が「寝ろ!」と言っていたために、それを受けて森若が「その後にやってる人がいるんだから、寝られちゃ困りますよ～」というようなことを言ったこともあって、これがとんねるずのオールナイトニッポンの「なんでもベスト5」コーナーなどでネタにされたりしていたところを、森若が同コーナーなどで使われたネタを逆に持って来て番組中に紹介していたことがあった。これについて森若は「これからもよろしくお願いします」と話して、とんねるずとの交流を色々図っていたようである[4][5]。
- UNICORNがゲスト出演した時に、「フィーリングカップル5vs3」（「プロポーズ大作戦」の企画「フィーリングカップル5vs5」のパロディ）と言う企画を行った[6]。

## スタッフ
- 赤松裕介（構成作家） - 『大槻ケンヂのオールナイトニッポン』、『電気グルーヴのオールナイトニッポン』、『伊集院光のOh!デカナイト』等も担当。